# Pyramide Inversée
La Pyramide Inversée è un lucernaio ubicato all'interno del Carrousel du Louvre, nel museo del Louvre a Parigi.

## Storia e descrizione
Progettata dall'architetto Ieoh Ming Pei, la Pyramide Inversée è stata costruita durante i restauri del museo del Louvre alla fine del XX secolo che portarono anche alla creazione della Piramide del Louvre: i lavori iniziarono nel 1989 per terminare nel 1993. L'opera, che ha la funzione di illuminare il Carrousel du Louvre, ha la forma di una piramide inversa, con la base a livello del piano stradale e il resto della struttura che si sviluppa verso il basso. La piramide è realizzata in vetro laminato, con lastre spesse circa trenta centimetri, sostenuti da un telaio d'acciaio: ha un'altezza di tredici metri e un peso di trenta tonnellate. La punta della piramide si ferma a un'altezza di circa un metro e mezzo dal pavimento: sotto la punta, a pochi centimetri di distanza, è posta una piramide più piccola in pietra, alta circa un metro. Le due piramidi sono speculari l'una all'altra. L'intera opera è stata finalista del Benedictus Awards nel 1995.

## Il codice da Vinci
La Pyramide Inversée viene citata nelle pagine finale del best seller di Dan Brown, Il codice da Vinci. Il protagonista, Robert Langdon, descrive il simbolismo esoterico tra le due piramidi, ossia vede nella piramide inversa un calice, simbolo femminile, mentre nella piramide di pietra una lancia, simbolo maschile e il tutto potrebbe esprimere l'unione tra donna e uomo, ossia il graal. Inoltre, il protagonista conclude affermando che la piramide di pietra è in realtà solo l'apice di una piramide più grande, forse delle stesse dimensioni della piramide inversa, incassata nel pavimento e con una camera segreta dove è custodito il corpo di Maria Maddalena.
Nell'adattamento cinematografico, la telecamera si muove attraverso il vetro della piramide inversa per poi scendere sotto il pavimento nella presunta piramide nascosta fino a raggiungere la camera che contiene il sarcofago di Maria Maddalena.
Nell'opera di Raphaël Aurillac Le guide du Paris maçonnique l'autore dichiara che il Louvre era un tempio massonico: secondo l'autore, le varie piramidi di vetro costruite negli ultimi decenni includono il simbolismo massonico. Un altro scrittore sull'architettura massonica, Dominique Setzepfandt, vede le due piramidi come "la bussola e il quadrato che insieme formano il sigillo di Salomone".